# Anatlanticus koreanus
Anatlanticus koreanus är en insektsart som beskrevs av Bei-bienko 1951. Anatlanticus koreanus ingår i släktet Anatlanticus och familjen vårtbitare. Inga underarter finns listade i Catalogue of Life.